# Nagozelo do Douro
Nagozelo do Douro es una freguesia portuguesa del concelho de São João da Pesqueira, con 6,61 km² de superficie y 517 habitantes (2001). Su densidad de población es de 78,2 hab/km².